# 이성현
이성현(1995년 ~)은 대한민국의 판소리꾼으로, 국가무형유산 판소리 심청가 이수자다.

## 방송
- 촌스러운 사랑 노래 주인찾기 프로젝트 (2020) - 진행
- KBS 국악대경연 (2022) - 대상

## 음반
- 2002. 흥보가 완창
- 2013. 춘향가 완창
- 2017. 수궁가 완창
- 2020. 심청가 완창
- 2023. 춘향가 완창
- 2024. 적벽가 완창
- 이성현 남도소리(육자배기) (2022)

## 수상
- 제5회 서펀제보성소리축제 초등부 대상 (2002)
- 제22회 전주대사습놀이 학생전국대회 어린이판소리 장원 (2004)
- 제29회 동아국악콩쿠르 판소리부문 학생부 금상 (2013)
- 제35회 온나라국악경연대회 판소리부문 금상 (2015)
- 제47회 대한민국 춘향국악대전 일반부 판소리 최우수상 (2020)
- 제21회 공주 박동진 판소리 명창.명고 대회 명창부 최우수상(2021)
- 제32회 KBS 국악대경연 종합대상(2022)
- 제24회 공주 박동진 판소리 명창.명고 대회 명창부 장원(대통령상)(2024)